# Алта банка
Алта банка а. д. Београд, претходно позната као Јубмес банка, српска је банка која пружа комерцијално и инвестиционо банкарство. Седиште банке је у Београду.

## Историјат
ALTA banka a.d. Beograd, бивша Јубмес банка основана је 1979. године.  У октобру 2018. године Влада Републике Србије је објавила да планира да прода свој удео до краја године. У децембру 2018. Влада Србије ставила је на продају својих 28,51% удела у власничкој структури.
Од свог оснивања, АЛТА банка је постала синоним за квалитетне услуге, иновативна решења и посвећену подршку својим клијентима. Са богатом историјом, банка је стекла репутацију поузданог партнера у остваривању финансијских циљева.
Током 44 године постојања, АЛТА банка је била и остала кључни играч у подржавању локалне економије, пружајући широк спектар производа и услуга који су прилагођени потребама клијената.  
АЛТА банка подржава и регистрована пољопривредна газдинства. 
АЛТА банка је својим корисницима омогућила дигиталну услугу Google Pay уз коју је плаћање брзо, сигурно и једноставно, путем Смарт уређаја.
AЛТА банка налази се у Београду на адреси Булевар Зорана Ђинђића 121, а мрежа експозитура се шири. 
Тренутно, АЛТА банка има 9 експозитура и то у следећим градовима:
- Експозитура АЛТА банке Нови Београд на адреси Булевар Зорана Ђинђића 121;
- Експозитура АЛТА банке [3] на адреси Теразије 31;
- Експозитура АЛТА банке [4] на Врачару на адреси Јужни булевар 78;
- Експозитура АЛТА банке [5] на Алтини, на адреси Угриновачка 212;
- Експозитура АЛТА банке [6] у Новом Саду, на адреси Булевар Ослобођења 81;
- Експозитура АЛТА банке [7] у Т.Ц. Галерија, на адреси Булевар Вудроа Вилсона 12;
- Експозитура АЛТА банке у Лучанима, на адреси Југословенске армије 3;
- Експозитура АЛТА банке [8] у Вршцу, на адреси Доситејева 8а;
- Експозитура АЛТА банке [9]  у Нишу, на адреси Вожда Карађорђа 2